# Emmanuel Koum
Pour les articles homonymes, voir Koum.
Emmanuel Koum est un footballeur camerounais né le 5 janvier 1946 à Douala, dans le quartier de Bonabéri (Cameroun), et mort le 26 novembre 2008 . 1,75 m pour 70 kg. Il était attaquant. 40 sélections (12buts)

## Carrière
- 1966-1968 :   Candé
- 1967-1970 :  Grenoble Foot
- 1970-1974 :  AS Monaco
- 1973-1974 :  AC Arles
- 1974-1978 :  FC Chaumont[2]

## Palmarès
- International camerounais
- vainqueur  de la coupe des tropiques  en 1964 avec l'équipe nationale du Cameroun.
- champion  du Cameroun  en 1964 ,1965 , 1967.
- vainqueur  de la coupe d'Afrique  des clubs champions  en 1965.
- Meilleur buteur de Division 2 en 1971 avec 20 buts